# Camila Lopera
Camila Lopera (18 de abril de 1995) é uma jogadora de rugby sevens colombiana.

## Carreira
Camila Lopera integrou o elenco da Seleção Colombiana Feminina de Rugbi de Sevens, na Rio 2016, que foi 12º colocada.